# Драконий жемчуг: Эволюция
«Драконий жемчуг: Эволюция» (англ. Dragonball Evolution) — фантастический приключенческий фильм режиссёра Джеймса Вонга, снятый по сюжету аниме и манги «Жемчуг дракона». Мировая премьера фильма состоялась 13 марта 2009 года (в России 9 апреля 2009).

## Сюжет
Подросток Гоку даёт обещание своему умирающему приёмному деду найти мастера Роши и собрать все семь Жемчужин Дракона раньше, чем их найдёт Лорд Пикколо, который с помощью этих магических артефактов хочет захватить мир. Имея одну Драконью Жемчужину, он отправляется на поиски остальных шести жемчужин, а по пути вокруг него собирается целая команда, помогающая ему защитить людей от инопланетного зла.

## История создания
В марте 2002 года компания 20th Century Fox приобрела права на съёмки фильма по мотивам «Жемчуга дракона». В июне 2004 года Бен Рэмси, писавший сценарий для фильма «Большое дело», приступил к работе над адаптацией манги Dragonball. В 2007 году были названы имена режиссёров — Джеймса Вонга и Стивена Чоу, а проект получил название «Драконий жемчуг» (англ. Dragonball). Вонг переписал сценарий. Первое изображение Джастина Чэтвина в роли Гоку было опубликовано в 24 номере журнала Young Jump.

## В ролях
- Джастин Чэтвин — Гоку
- Пак Чунхён — Ямча
- Джейми Чон — Чи Чи
- Эмми Россум — Булма
- Джеймс Марстерс — Лорд Пикколо
- Эрико Тамура — Ниндзя Мэй
- Чоу Юньфат — Мастер Роши
- Тексас Бэттл — Кэри Фуллер
- Рэндалл Дук Ким — дедушка Гохан
- Иэн Уайт — Озару
- Эрни Хадсон — Сифу Норрис
- Ричард Блейк — Агундес
- Мегуми Сэки — Сэки
- Шэвон Кирксит — Эми
- Йон Валера — Морено